# Lista över Mario TV-serier
Detta är en lista över Mario TV-serier. Mario medverkar även i Saturday Supercade.

## Lista

### TV-serier
| Titel                                 | Årtal      |
| ------------------------------------- | ---------- |
| The Super Mario Bros. Super Show!     | 1989       |
| King Koopa's Kool Kartoons            | 1989-1990  |
| The Adventures of Super Mario Bros. 3 | 1990       |
| Super Mario World                     | 1991- 1992 |
| The Super Mario Challenge             | 1991       |

### Anime
| Titel                                                | Årtal |
| ---------------------------------------------------- | ----- |
| Super Mario Bros.: Peach-Hime Kyushutsu Dai Sakusen! | 1986  |

### Spelfilm
| Titel             | Årtal |
| ----------------- | ----- |
| Super Mario Bros. | 1993  |

### Fotnoter
1. ↑  ”Western Animation: Saturday Supercade” (på engelska). TV Tropes. http://tvtropes.org/pmwiki/pmwiki.php/WesternAnimation/SaturdaySupercade. Läst 1 december 2015.